# Benedek érsek
Benedek (? – Esztergom, 1261. július 2.) magyar katolikus főpap, királyi kancellár, II. Benedek néven esztergomi érsek.

## Élete
1238-tól budai prépost, 1240. július 9-től haláláig királyi kancellár. 1241. szeptember 23-tól választott, 1244. április 21-től tényleges kalocsai érsek. 1253. október 11-én, Báncsa István lemondása után az esztergomi káptalan érsekké választotta, a pápa 1254. február 25-én erősítette meg. 1256-ban Esztergomban nemzeti zsinatot tartott, IV. Béla december 16-án megerősítette az érsekség kiváltságait.

## Megjegyzés
Kalocsai pecsétje 1252-ből maradt fenn. Utóda 1262. december 1-jétől a királyi kancellárságban Türje nembeli Szentgróti Fülöp.